# Élections législatives gabonaises de 1964
Les élections législatives gabonaises de 1964 se déroulent le 12 avril 1964 afin de pourvoir les 47 sièges de l'assemblée nationale. Elles font suite au coup d'Etat de février 1964, lors duquel le président Léon Mba est renversé avant d'être restauré dans ses fonctions à la suite de l'intervention militaire de la France.
Le scrutin est remporté par le Bloc démocratique gabonais, qui arrive en tête et décroche la majorité absolue des sièges.

## Contexte
Après avoir concouru sous la même étiquette aux élections législatives de 1961, les dissensions s'approfondissent entre le Bloc Démocratique Gabonais (BDG) de Léon Mba et l'Union démocratique et sociale gabonaise (UDSG) de Jean-Hilaire Aubame. Après le Congrès de 1963, le BDG se dote de structures d'encadrement de la société gabonaise qui le rapproche peu à peu d'un parti-État. En janvier 1964, Léon Mba fait adopter une nouvelle loi électorale réduisant le nombre de députés de 67 à 47 et instaurant le scrutin de liste majoritaire dans une seule circonscription nationale. La loi rend également inéligibles les citoyens exerçant des fonctions de dirigeants d'établissements publics ou ceux ayant cessé leur fonction depuis moins de 6 mois. Cette disposition écarte un certain nombre de membres de l'opposition dont Jean-Hilaire Aubame, alors Président de la Cour Suprême. De plus, la caution que doit verser chaque candidat pour se présenter est portée à 50 000 FCFA, ce qui rend plus difficile la formation de listes par l'opposition avant la date limite de dépôt, dix jours après l'entrée en vigueur de cette loi.
Les élections doivent initialement se tenir le 23 février, mais Léon Mba est renversé par un coup d’État dans la nuit du 17 au 18 février 1964. Un gouvernement provisoire est constitué avec Jean-Hilaire Aubame à sa tête. Mba est cependant rétabli dès le 20 février à la suite d'une intervention militaire française. Les élections sont par conséquent décalées aux 12 avril et se tiennent sans Jean-Hilaire Aubame, entretemps arrêté. La loi électorale est assouplie, faisant passer la caution à 25 000 FCFA par candidat et modifiant le mode de scrutin par provinces,.

## Système électoral
L'Assemblée nationale est composée de 47 sièges pourvus au scrutin de liste majoritaire à un tour, sans panachage ni vote préférentiel dans neuf circonscriptions plurinominales correspondants aux provinces du Gabon. Les provinces de Woleu-N'Tem et N'Gounié disposent de huit sièges chacune, celle de l'Estuaire de 7 sièges, et les six provinces restantes de 4 sièges chacune. Les électeurs votent pour une liste, et celle ayant réuni le plus de voix remporte la totalité des sièges à pourvoir dans la circonscription,.

## Résultats
|                          |                                                          |         |       |        |     |  |  |  |  |
| Parti                    | Parti                                                    | Voix    | %     | Sièges | +/- |  |  |  |  |
|                          | Bloc Démocratique Gabonais (BDG) et alliés               | 142 389 | 55,38 | 31     | 20  |  |  |  |  |
|                          | Union démocratique et sociale gabonaise (UDSG) et alliés | 114 704 | 44,62 | 16     | 20  |  |  |  |  |
|                          |                                                          |         |       |        |     |  |  |  |  |
| Votes valides            | Votes valides                                            | 257 093 | 97,84 |        |     |  |  |  |  |
| Votes blancs et nuls     | Votes blancs et nuls                                     | 114 704 | 2,16  |        |     |  |  |  |  |
| Total                    | Total                                                    | 262 772 | 100   | 47     | 20  |  |  |  |  |
| Abstentions              | Abstentions                                              | 46 277  | 14,97 |        |     |  |  |  |  |
| Inscrits / participation | Inscrits / participation                                 | 309 049 | 85,03 |        |     |  |  |  |  |